# Nowo-Biełyj Kamień
Nowo-Biełyj Kamień (ros. Ново-Белый Камень) – wieś (dieriewnia) w Rosji, w obwodzie kostromskim, w rejonie krasnosielskim. W 2021 liczyła 12 mieszkańców.